# Конвой QP-14
QP- 14 — арктический конвой времён Второй мировой войны.
QP- 14 был отправлен из устья Двины 13 сентября 1942 года, в 16 ч. В его состав входило 15 грузовых судов, под командованием коммодора Даудинга. Эскорт состоял из 2 кораблей ПВО, эскортных миноносцев «Миддлтон» и «Блэнкни», 4 корветов, 3 тральщиков и 4 траулеров.  В составе конвоя были включены 2 спасательных судна. Командовал эскортом капитан 1-го ранга Кромби, он находился на тральщике «Брэмбл».
По большей части это были суда, из конвоя PQ-17.
22 сентября немецкая подводная лодка U-253 была атакована самолётом охранения «Каталина» и потоплена. По данным от декабря 1979 года атакована была не U-253, а подводная лодка U-255, которая после атаки ушла почти без повреждений. А подводная лодка U-253 24 сентября 1942 года выходила на связь в районе 67°30′ с. ш. 21°00′ з. д., после чего ушла в Атлантику курсом через выставленные в июне-августе 1942 года у берегов Исландии британские противолодочные минные поля SN-11 и SN-71A. По данным на 2019 год считается, что лодка U-253 погибла 25 сентября 1942 года к северо-западу от Исландии, примерные координаты 67° с. ш. 23° з. д..
Потери конвоя: 1 транспорт и 1 эсминец.